# Motherhood (film 1915 Carleton)
Motherhood è un cortometraggio muto del 1915 diretto da Lloyd B. Carleton.

## Produzione
Il film fu prodotto dalla Selig Polyscope Company.

## Distribuzione
Il copyright del film, richiesto dalla Selig Polyscope Co., fu registrato il 10 luglio 1915 con il numero LP5856.
Distribuito dalla General Film Company, il film - un cortometraggio in tre bobine - uscì nelle sale cinematografiche statunitensi il 22 luglio 1915.